# Andreas Mindt
Andreas Mindt (* 1969 in Bingen am Rhein) ist ein deutscher Automobildesigner und leitet innerhalb des Volkswagen-Konzerns seit dem 1. Februar 2023 die Abteilung Volkswagen-Design der Kernmarke VW.

## Leben
Mindt wuchs in Wolfsburg auf. Sein Vater war Designer bei Volkswagen. Er absolvierte ein Studium an der Fachhochschule für Gestaltung in Pforzheim, wo er unter anderem bei James Kelly lernte. Nach dem Studium startete er seine Laufbahn 1996 im Volkswagen-Konzern.
Schon früh sorgte er für Aufsehen, da er 1999 für den Entwurf des Bentley Hunaudières verantwortlich war.
Bis 2014 hatte er verschiedene Positionen bei Volkswagen inne. Er wirkte unter anderem beim Design der ersten Generation des Tiguan und am Exterieur-Design des Golf VII mit. Von 2014 bis 2021 war er Leiter des Exterieur-Designs von Audi und verantwortete dessen Neuausrichtung.
Ab 2021  prägte er als Director of Bentley Design eine neue Designsprache für Bentley, die im Sommer 2022 mit dem Bentley Batur vorgestellt wurde.
Seit Februar 2023 leitet er das Design von VW. Dazu gehören Anpassungen aufgrund der größeren Verbreitung von Elektrofahrzeugen.

## Designs

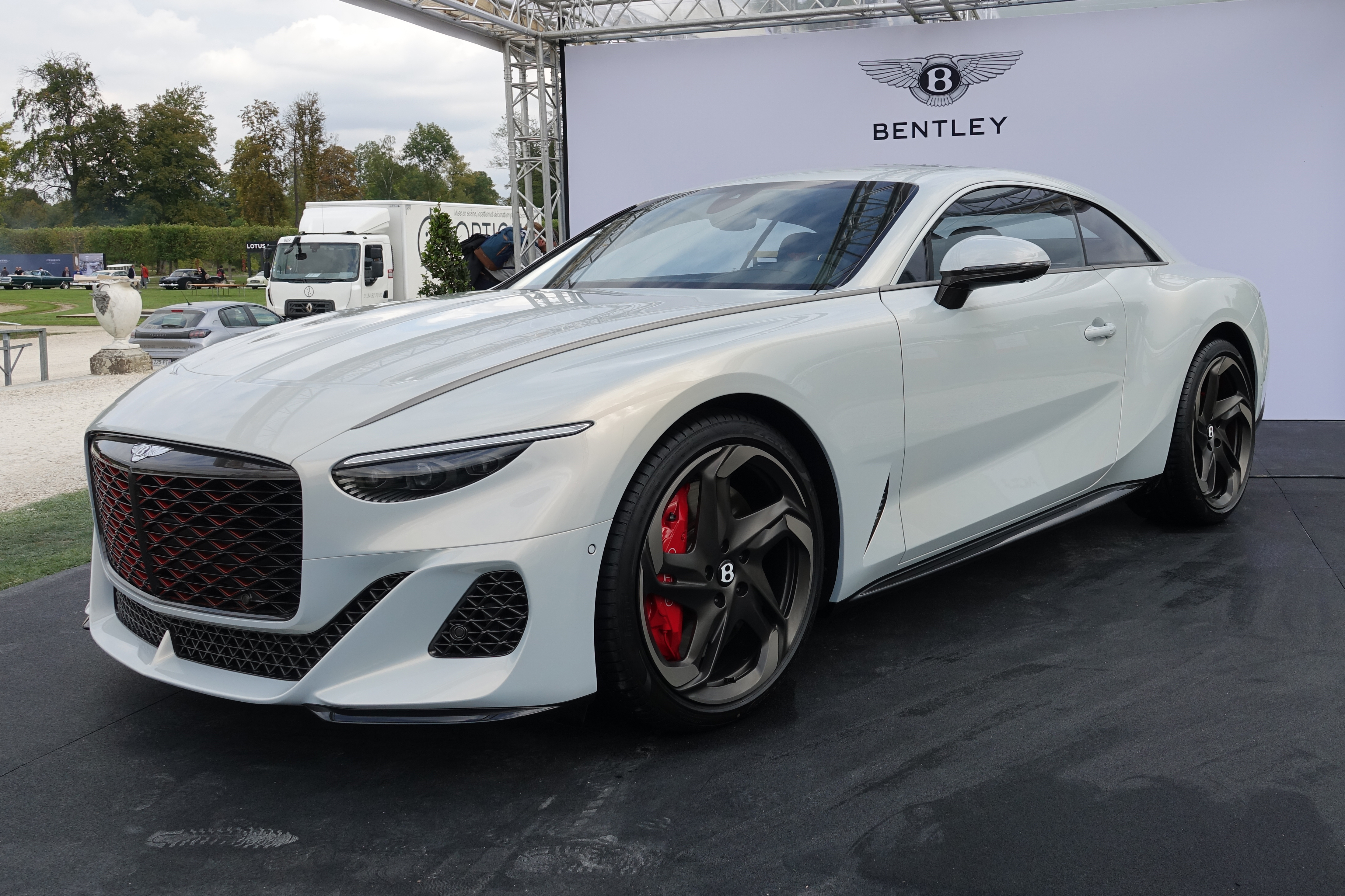
Bentley Batur, 2022

Im Laufe seiner Karriere bei Volkswagen war Andreas Mindt an einer Vielzahl von Autodesigns federführend beteiligt, u. a.:
- Bentley Hunaudières
- VW Tiguan I
- VW Golf VII
- Audi A1
- Audi Q3[13]
- Audi Q8 e-tron[14]
- Bentley Mulliner Batur[15] (Mulliner ist Bentleys Sonderanfertigungs-Abteilung.[16])

## Belege
1. ↑  Martin Wittler: „Ein Golf muss allen gefallen“: Im Interview mit dem Design-Chef Andreas Mindt von Volkswagen. In: Gute Fahrt. 10. Juni 2024, abgerufen am 26. April 2025.
2. ↑  Georg Kacher, Frank Johannsen: Mindt folgt auf Kaban: Darum tauscht VW den Chefdesigner aus, automobilwoche.de: 20. Januar 2023: „Zwar wurde er in Bingen am Rhein geboren. Doch aufgewachsen ist der heute 53-Jährige in Wolfsburg, wo sein Vater bereits als Designer bei VW arbeitete.“
3. 1 2 3 4  Andreas Mindt wird Leiter Volkswagen Design. In: volkswagen-newsroom.com. 24. Januar 2023, abgerufen am 2. Februar 2023.
4. ↑  "Aprés Audi et Bentley, Andreas Mindt travaillera pour la marque Volkswagen à partir du 1er février." in  MotorsActu.com vom 31. Januar 2023. Abgerufen am 13. Februar 2023.
5. ↑  "Interview mit James Kelly." NZZ vom 14. Juli 2022. Abgerufen am 13. Februar 2023.
6. ↑  Nargess Banks: Bentley Design Director, Andreas Mindt, On The Luxury Marque’s Next Chapter. In: forbes.com. 10. September 2021, abgerufen am 2. Februar 2023 (englisch).
7. ↑  Audi: „Wir haben eine große Entscheidung zu treffen wie E-Autos aussehen sollen“. Elektroauto-News.net am 2. Januar 2020. Abgerufen am 3. Februar 2023.
8. ↑  "Neuer Bentley-Designchef kommt von Audi." Auto-Motor-und-Sport.de vom 13. Januar 2021. Abgerufen am 3. Februar 2023.
9. ↑  "Bentley Batur: Dieses Modell führt Bentley in eine neue Design-Ära.". GQ-Magazin am 23. August 2022. Abgerufen am 3. Februar 2023.
10. ↑  Wie Andreas Mindt das VW-Design verändern soll. In: automobilwoche.de. 6. Februar 2023, abgerufen am 16. September 2023.
11. ↑  Andreas Mindt appointed Head of Volkswagen Design. In: carbodydesign.com. 4. März 2023, abgerufen am 16. September 2023 (englisch).
12. ↑  Alexander Koch: Das plant VW-Chefdesigner Mindt. In: autozeitung.de. 20. Juli 2023, abgerufen am 16. September 2023.
13. ↑  "Hier fährt der Crossover-Ableger des neuen Q3."Motor1.com am 4. Dezember 2018. Abgerufen am 3. Februar 2023.
14. ↑  "Bentley Design Director, Andreas Mindt, On The Luxury Marque’s Next Chapter." Forbes.com am 10. September 2021. Abgerufen am 3. Februar 2023.
15. ↑  Frank Johannsen: Von Bentley zu VW - so tickt der neue Chefdesigner. In: automobilwoche.de. 1. Februar 2023, abgerufen am 2. Februar 2023.
16. ↑  Torsten Seibt: Bentley Mulliner Batur Coupé: Superselten, superteuer, superstark und superschön. In: auto-motor-und-sport.de. 21. August 2022, abgerufen am 14. September 2023.

| Personendaten    | Personendaten               |
| ---------------- | --------------------------- |
| NAME             | Mindt, Andreas              |
| KURZBESCHREIBUNG | deutscher Automobildesigner |
| GEBURTSDATUM     | 1969                        |
| GEBURTSORT       | Bingen am Rhein             |